# Сігмунн Гуттормсен
Сігмунн Гуттормсен (норв. Sigmund Guttormsen) — норвезький футболіст, що грав на позиції півзахисника. Відомий виступами в складі швейцарського клубу «Грассгоппер», в складі якого був чемпіоном і володарем Кубка Швейцарії.

## Футбольна кар'єра
Чотири сезони провів у складі швейцарського клубу «Грассгоппер». В чемпіонаті 1935-36 років клуб з Гуттормсеном у складі став третім у національній першості. Влітку 1936 року «Грассгоппер» грав у Кубку Мітропи. В кваліфікаційному раунді швейцарський клуб за сумою двох матчів поступився віденській «Аустрії» — 1:3 і 1:1. Сігмунн грав лише в першій грі.
В сезоні 1936-37 «Грассгоппер» зробив дубль, вигравши і чемпіонат, і кубок країни. У фіналі національного кубка «Грассгоппер» з Гуттормсеном у складі розгромив з рахунком 10:0 «Лозанну». Був основним гравцем команди в цьому сезоні.
Влітку знову брав участь у Кубку Мітропи. В 1/8 фіналу клуб з Цюриха пройшов чехословацький «Простейов» (4:3, 2:2), але поступився в чвертьфіналі італійському «Лаціо» (1:6, 3:2). Зіграв 5 матчів у сезоні 1937-38, в якому його клуб став другим в чемпіонаті, а також виграв Кубок Швейцарії, хоча Гуттормсен в вирішальних матчах не грав.

## Статистика виступів

### Статистика виступів в чемпіонаті
Виступи у вищому дивізіоні чемпіонату Швейцарії, починаючи з сезону 1933/34.
| Сезон   | Клуб        | Ліга                | Матчі | Голи | Місце |
| ------- | ----------- | ------------------- | ----- | ---- | ----- |
| 1934/35 | Грассгоппер | Чемпіонат Швейцарії | 2     | 0    | 4     |
| 1935/36 | Грассгоппер | Чемпіонат Швейцарії | 5     | 0    | 3     |
| 1936/37 | Грассгоппер | Чемпіонат Швейцарії | 22    | 0    | 1     |
| 1937/38 | Грассгоппер | Чемпіонат Швейцарії | 4     | 0    | 2     |
| РАЗОМ   |             |                     | 33    | 0    |       |

### Статистика виступів у Кубку Мітропи
| №                      | Розіграш               | Стадія                 | Дата та місце проведення | Команда 1              | Рахунок | Команда 2   | Голи |
| ---------------------- | ---------------------- | ---------------------- | ------------------------ | ---------------------- | ------- | ----------- | ---- |
| 1                      | 1936                   | квал.                  | 07.06.1936, Відень       | Аустрія (Відень)       | 3:1     | Грассгоппер |      |
| 2                      | 1937                   | 1/8                    | 13.06.1937, Цюрих        | Грассгоппер            | 4:3     | Простейов   |      |
| 3                      | 1937                   | 1/4                    | 4.07.1937, Рим           | Лаціо                  | 6:1     | Грассгоппер |      |
| 4                      | 1937                   | 1/4                    | 11.04.1937, Цюрих        | Грассгоппер            | 3:2     | Лаціо       |      |
| Всього в Кубку Мітропи | Всього в Кубку Мітропи | Всього в Кубку Мітропи | Всього в Кубку Мітропи   | Всього в Кубку Мітропи | 4       |             | 0    |

## Титули і досягнення
- Чемпіон Швейцарії (1):

«Грассгоппер»: 1936-1937
- Срібний призер чемпіонату Швейцарії (1):

«Грассгоппер»: 1937-1938
- Бронзовий призер чемпіонату Швейцарії (1):

«Грассгоппер»: 1935-1936
- Володар Кубка Швейцарії (2):

«Грассгоппер»: 1936-1937, 1937-1938